# Brithenig
El brithenig es una lengua construida, creada como afición en 1996 por el neozelandés Andrew Smith. Posee el código ISO 639-3 bzt.
No se trata de un idioma inventado para ser usado en el mundo real, como el esperanto, ni para detallar una obra de ficción, como las lenguas élficas de J. R. R. Tolkien o el idioma klingon de la serie Star Trek. Por el contrario, el brithenig empezó como un experimento mental para crear una lengua romance que podría haber evolucionado hipotéticamente en el caso de que el latín hubiera desplazado a las antiguas lenguas celtas que se hablaban antiguamente en el Reino Unido.
El resultado es una lengua hermana del francés, el español y el italiano, aunque con la diferencia de poseer los cambios fonológicos similares a los que afectan a lenguas como el galés, y palabras prestadas del antiguo celta y del inglés a lo largo de su historia ficticia.
El brithenig es respetado en la comunidad de lenguas construidas. Es la primera lengua artificial conocida que extrapola una lengua real humana hacia una evolución alternativa, y como tal se la puede considerar como la precursora de este género de lenguas.
Ha habido otros esfuerzos similares para extrapolar lenguas romances, como el breathanach (influenciada por la otra rama de lenguas celtas), el judajca (con influencias hebreas), el wenedyk (con rasgos polacos) y el þrjótrunn (con rasgos islandeses).

## Ejemplo de texto:Padre nuestro
Nustr Padr, ke sia i llo gel:
sia senghid tew nôn:
gwein tew rheon:
sia ffaeth tew wolont,
syrs lla der sig i llo gel.
Dun nustr pan diwrnal a nu h-eidd;
e pharddun llo nustr phechad a nu,
si nu pharddunan llo nustr phechadur.
E ngheidd rhen di nu in ill temp di drial,
mai llifr nu di'll mal.
Per ill rheon, ill cofaeth e lla leir es ill tew,
per segl e segl.
Amen.